# Listă de conducători de stat din 949
945 - 946 - 947 - 948 - 949 - 950 - 951 - 952 - 953
Aceasta este o listă a conducătorilor de stat din anul 949:

## Europa
- Amalfi: Mastalus I (patriciu, 914-953)
- Anglia, statul anglo-saxon Northumbria: Oswulf (earl, după 949-955)
- Anglia, statul anglo-saxon Wessex: Eadred (rege, 946-955)
- Anjou: Foulques al II-lea cel Bun (conte, 941/942-cca. 960)
- Aquitania: Raimond Pons (duce, 932-cca. 950; totodată, conte de Toulouse, 923-950)
- Armenia, statul Ani: Abbas I (rege din dinastia Bagratizilor, 928/929-952/953)
- Armenia, statul Vaspurakan: Derenik-Așot (rege din dinastia Ardzruni, 936/937-953)
- Bavaria: Henric I (duce din dinastia Saxonă-Liudolfingii, 947-955)
- Benevento: Landulf al II-lea cel Roșu (principe 943-961; anterior, co-principe, 940-943) și Pandulf I Cap de Fier (co-principe, 943-961; ulterior, principe, 961-981; ulterior, duce de Spoleto, 967-981; ulterior, principe de Salerno, 978-981)
- Bizanț: Constantin al VII-lea Porfirogenetul (împărat din dinastia Macedoneană, 913-959)
- Bosnia-Herțegovina, statul Zahumija: Mihail (conducător, înainte de 913-după 949)
- Brandenburg: Geron (margraf, 938-965)
- Bretagne: Alain al II-lea Barbe-torte (duce, 937-952)
- Bulgaria: Petru (țar, 927-970)
- Burgundia: Hugues cel Mare (duce, 943-956)
- Castilia: Fernan Gonzales (conte, cca. 930-970)
- Cehia: Boleslav I cel Groaznic (cneaz din dinastia Premysl, 935?-967 sau 972)
- Champagne: Robert de Troyes (conte din casa de Vermandois, 942-966)
- Cordoba: Abu'l-Mutarrif Abd ar-Rahman al III-lea an-Nasr ibn Muhammad ibn Abdallah (emir din dinastia Omeiazilor, 912-961, calif din 929)
- Creta: Ali ben Ahmad (emir, 943-949) și Abd al-Aziz ben Shuayb (emir, 949-961)
- Croația: Miroslav (rege din dinastia Trpimirovic, cca. 945-cca. 949) și Mihail Kresimir al II-lea (rege din dinastia Trpimirovic, cca. 949-cca. 969)
- Danemarca: Harald I Blaatand (rege din dinastia lui Grom, cca. 940-cca. 986)
- Flandra: Arnulf I cel Bătrân (conte din dinastia lui Balduin, 918-964 sau 965)
- Franța: Ludovic al IV-lea (rege din dinastia Carolingiană, 936-954)
- Gaeta: Docibilis al II-lea (consul, 906-914; apoi, duce, 914 sau 915-954) și Ioan al II-lea (co-duce, 933 sau 934-954; apoi, duce, 954-962 sau 963)
- Germania: Otto I cel Mare (rege din dinastia de Saxonia-Liudolfingii, 936-973; totodată, duce de Saxonia, 936-961; ulterior, împărat occidental, 962-973)
- Gruzia, statul Abhazia: Gheorghe al II-lea (rege, 916/917-960/961)
- Gruzia, statul Tao-Klardjet: Așot al II-lea (curopalat din dinastia Bagratizilor, 923-954) și Smbat (rege și curopalat, 937-958)
- Hainaut: Regnier al III-lea (conte, ?-957) (?)
- Italia: Lothar al II-lea (rege din familia Bosonizilor, 945-950)
- Kiev: Olga (cneaghină din dinastia Rurikizilor, 945-969) și Sveatoslav I Igorevici (mare cneaz din dinastia Rurikizilor, 945-972)
- Leon: Ramiro al II-lea (rege, 931-950)
- Lorena: Conrad cel Roșu (duce din dinastia Saliană, 944-953)
- Montferrat: Aleramo (margraf din casa lui Aleramo, 948-967)
- Navarra: Garcia Sanchez (rege din dinastia Jimenez, 925-970)
- Neapole: Ioan al III-lea (duce, 927/928-968)
- Normandia: Richard I (duce, 942-996)
- Norvegia: Haakon I cel Bun (rege, cca. 945-cca. 960)
- Olanda: Dirk al II-lea (conte, ?-988) (?)
- Salerno: Gisulf I (principe, 946-978)
- Saxonia: Otto al II-lea (duce din dinastia Liudolfingilor, 936-961; totodată, rege al Germaniei, 936-973; ulterior, împărat occidental, 962-973)
- Scoția: Malcolm I (rege, 943-954)
- Serbia: Caslav Klonimirovic (cneaz din dinastia lui Viseslav, după 927-după 950)
- Sicilia: Hassan al-Kalbi (emir din dinastia Kalbizilor, 948-954)
- Spoleto: Bonifaciu al II-lea (duce, 946-953)
- Statul papal: Agapetus al II-lea (papă, 946-955)
- Suedia: Erik Victoriosul (rege, cca. 945-cca. 994)
- Toscana: Umberto (margraf din familia Bosonizilor, 936-961; ulterior, duce de Spoleto, 943-946)
- Toulouse: Raimond al III-lea Pons (conte, 923-cca. 950; totodată, duce de Aquitania, 932-950)
- Ungaria: Taksony (conducător din dinastia Arpadiană, cca. 947-970)
- Veneția: Pietro Candiano al III-lea (doge, 942-959)

## Africa
- Fatimizii: al-Mansur bi-llah (Abu Tahir Ismail ibn al-Kaim) (calif din dinastia Fatimizilor, 946-953)
- Idrisizii: al-Kasim Gannun ibn Muhammad ibn al-Kasim (imam din dinastia Idrisizilor, 937-948/949) și Abu'l-Aiș Ahmad ibn al-Kasim Gannun (imam din dinastia Idrisizilor, 948/949-954/955)
- Kanem-Bornu: Katuru (sultan, cca. 942-cca. 961)

## Asia

### Orientul Apropiat
- Bizanț: Constantin al VII-lea Porfirogenetul (împărat din dinastia Macedoneană, 913-959)
- Buizii din Djibal: Rukn ad-Daula Abu Ali al-Hassan ibn Buleh (emir din dinastia Buizilor, 946/947-976)
- Buizii din Fars și Khuzistan: Imam ad-Daula Abu'l-Hassan Ali ibn Buieh (emir din dinastia Buizilor, 933/934-949/950) și Adud ad-Daula Abu Șudja Fanna-Khusrau ibn Rukn ad-Daula (emir din dinastia Buizilor, 949/950-983; totodată, emir în Kerman, 949/950-983; totodată, emir în Irak, 978-983)
- Buizii din Kerman: Muizz ad-Daula Abu'l-Hussain Ahmad ibn Buieh (emir din dinastia Buizilor, 935/936-949/950) și Adud ad-Daula Abu Șudja Fanna-Khusrau ibn Rukn ad-Daula (emir din dinastia Buizilor, 949/950-983; totodată, emir în Fars și Khuzistan, 949/950-983; totodată, emir în Irak, 978-983)
- Buizii din Irak: Muizz ad-Daula Abu'l-Hussain Ahmad (emir din dinastia Buizilor, 945/946-967)
- Califatul abbasid: Abu'l-Kasim al-Fadl al-Muti ibn al-Muktadir (calif din dinastia Abbasizilor, 946-974)
- Samanizii: al-Amir al-Hamid Nuh I ibn Nasr (II) (emir din dinastia Samanizilor, 943-954)

### Orientul Îndepărtat
- Birmania, statul Arakan: Tinhkataing Chandra (rege din dinastia Chandra, 935-951)
- Birmania, statul Mon: Karawika (rege, 942-954)
- Cambodgea, Imperiul Kambujadesa (Angkor): Rajendravarman al II-lea (Sivaloka) (împărat, 944-968)
- Cambodgea, statul Tjampa: Indravarman al III-lea (rege din șasea dinastie, cca. 918-959)
- China: Yindi (împărat din dinastia Han târzie, 948-950)
- China, Imperiul Qidan Liao: Liao Shizong (împărat, 947-951)
- Coreea, statul Koryo: Chongjong (Wang Yo) (rege din dinastia Wang, 946-949)
- India, statul Chalukya răsăriteană: Amma al II-lea (sai Vijayaditya al VI-lea) (rege, 946-cca. 956, ?-970)
- India, statul Chola: Parantaka I (rege, cca. 907-cca. 953)
- India, statul Gurjara Pratihara: Devapala (rege, cca. 948-?)
- India, statul Raștrakuților: Krișna al III-lea (rege, 939-967)
- Japonia: Murakami (împărat, 946-967)
- Kashmir: Samgramadeva (rege din dinastia Yacaskara, 948-950)
- Nepal: Gunakamadeva al II-lea (rege din dinastia Thakuri, cca. 946-997)
- Sri Lanka: Udaya al IV-lea (rege din dinastia Silakala, 942-950)
- Vietnam, imperiul Van-Xuan: Duong Tam Kha (uzurpator, 945-951)

## America
- Toltecii: Matlacxochitl (conducător, 947-983)